# Wilder Stein (Büdingen)

Der Wilde Stein

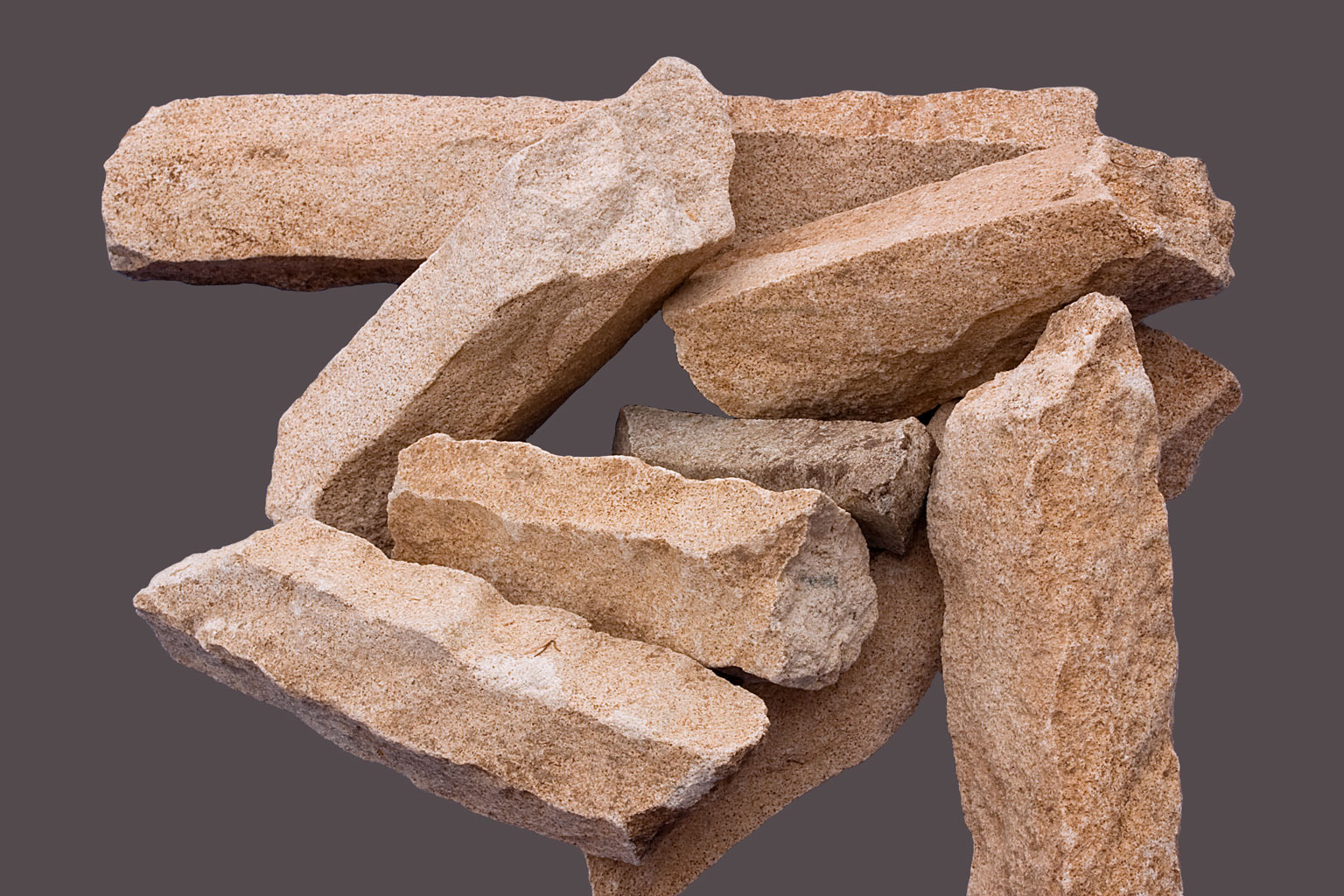
„Säulenbuntsandstein“

Der „Wilde Stein“ in Büdingen ist ein auffälliges und seltenes aus Säulenbasalt bestehendes Geotop. Es entstand als Nebenschlot des Vogelsbergvulkans.

## Entstehung
Der Wilde Stein ist vulkanischen Ursprungs und entstand vor etwa 19 Millionen Jahren im Jungtertiär.

## Besonderheiten
Auffällig und von geowissenschaftlichem Interesse sind besonders gelblich-weiße Gesteinsschichten mit bläulich-gräulichen Ablagerungen. Bei seiner Entstehung durchbrach der Vulkan Gesteinsschichten von Zechstein (Kupferschiefer), Buckelschiefer und Buntsandstein. Der oben liegende Buntsandstein wurde in die heiße Lava in den Schlot hinabgezogen. Durch die Hitze wurde das Gestein „frittiert“ und erscheint nun nicht mehr rötlich, sondern gelblich. Die bläulichen Ablagerungen stammen von Limonit (Brauneisen). Teilweise erstarrte der Sandstein zwischen dem Säulenbasalt und übernahm dessen fünf- bis sechseckige Stangenform. Der Geologe August von Klipstein beschrieb diesen kontaktmetamorph veränderten Sandstein als ein neues Gestein unter dem Namen Buchit; der Wilde Stein ist die Typlokalität für dieses Gestein.

## Jüngere Geschichte
In vorchristlicher Zeit war der Wilde Stein angeblich ein Kultplatz. Sein Name ist eine Verkürzung aus „der wilden Frau Gestein“. Während der Hexenprozesse des 16. und 17. Jahrhunderts gaben die der Hexerei angeklagten Frauen unter der Folter an, auf dem Wilden Stein mit dem Teufel geritten zu sein. In napoleonischer Zeit wurde ein Teil des Felsens für Straßen- und Brückenbauarbeiten gesprengt.
Heute ist der Wilde Stein eine markante, über der Stadt Büdingen liegende Formation, die als touristische Attraktion und Aussichtspunkt dient, der einen Blick fast über die gesamte Stadt zulässt.